# Thecla schausa
Thecla schausa är en fjärilsart som beskrevs av Jones 1912. Thecla schausa ingår i släktet Thecla och familjen juvelvingar. Inga underarter finns listade i Catalogue of Life.